# Helicopsyche limnella
Helicopsyche limnella är en nattsländeart som beskrevs av Ross 1938. Helicopsyche limnella ingår i släktet Helicopsyche och familjen Helicopsychidae. Inga underarter finns listade i Catalogue of Life.